# Божий принцип

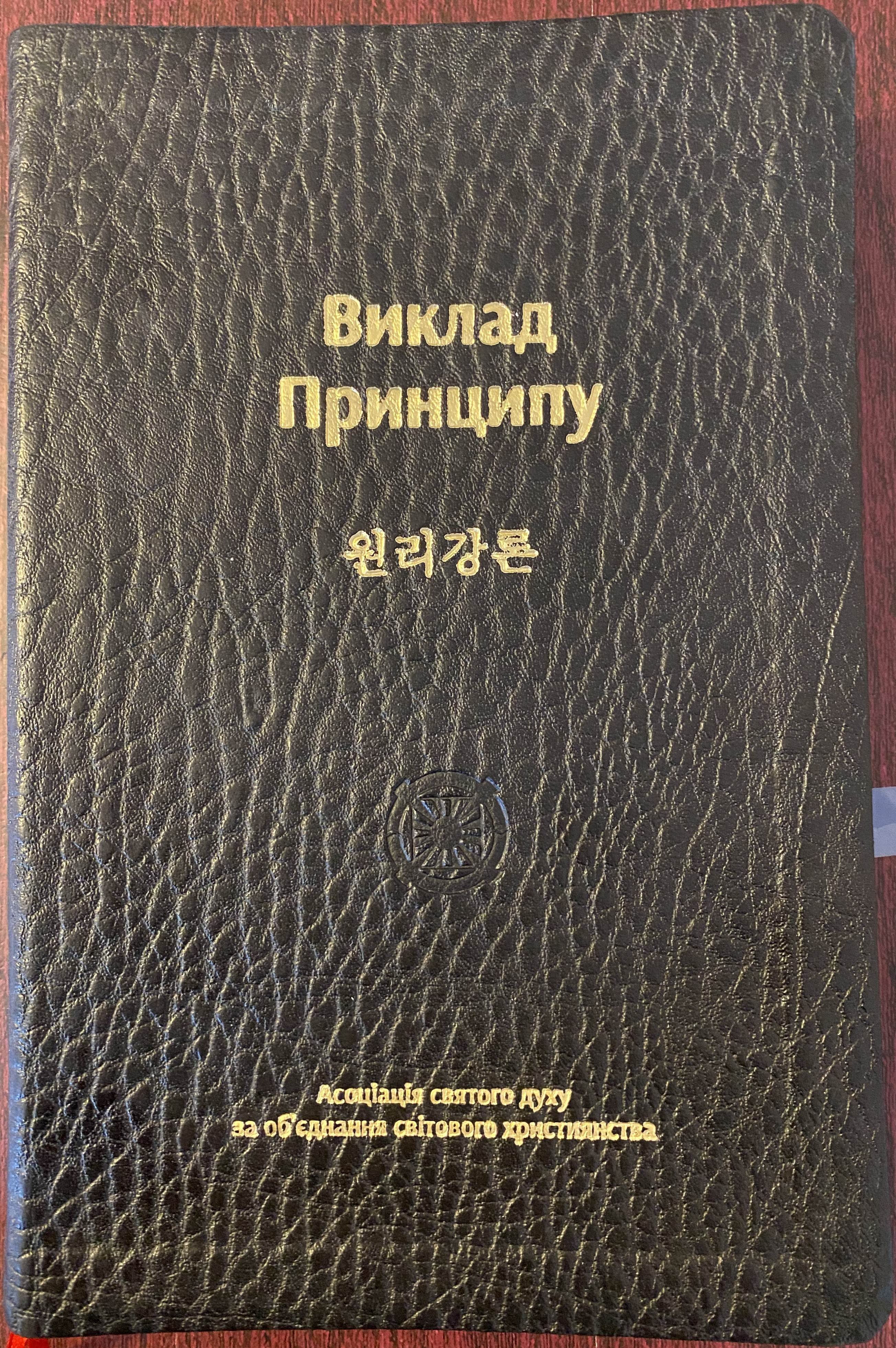
Виклад Принципу, 2019 р.

«Ви́клад При́нципу» (кор. 원리강론, трансліт. Воллі Каннон), також широко відома як «Божий Принцип» — основна віросповідна книга Церкви об'єднання. Згідно з історією організації, її зміст був отриманий засновником Церкви Мун Сон Мьоном через одкровення від Бога в юності, а згодом систематизований та виданий у форматі теологічного трактату.
Для послідовників руху «Виклад Принципу» має статус Святого Письма поряд із Біблією та корпусом промов Мун Сон Мьона. Книга викладає унікальну теологічну систему, що охоплює питання мети створення людини і всесвіту, природи гріхопадіння та процесу відновлення — історичного шляху, яким Бог веде людство до початкового ідеалу. Текст поєднує елементи християнської догматики, східної філософії та власні інтерпретації біблійних історій.

## Історія створення
Створення «Викладу Принципу» проходило в кілька етапів. Первісний текст, відомий як «Уоллі Вонбон» (кор. 원리원본, «Первинний текст Принципу»), був записаний Мун Сон Мьоном у період з 1951 по 1952 рік. Цей текст, написаний ієрогліфами у поетичному стилі, вважається безпосереднім «одкровенням». 
Згодом, під керівництвом Муна, один із його перших учнів та перший президент Церкви об'єднання Ю Хьо Вон систематизував ці одкровення, додав ілюстративний матеріал з історії та науки, а також численні цитати з Біблії для кращого сприйняття у християнському світі. Ця робота призвела до появи двох видань:
- «Уоллі Хесоль» («Пояснення Принципу»), видане в 1957 році.
- «Уоллі Каннон» («Виклад Принципу»), опубліковане в 1966 році.[2]

Саме «Уоллі Каннон» став стандартним текстом, що використовується для вивчення як послідовниками, так і релігієзнавцями. В Україні перше видання «Викладу Божого Принципу» з'явилося в 2013 році, а друге, виправлене та доповнене, — у 2019 році.

## Структура та зміст
Книга поділена на дві основні частини, кожна з яких складається з глав та розділів.
Частина перша — викладає фундаментальні теологічні концепції:
- Глава 1. Принцип творення: Пояснює дуальні властивості Бога, мету створення світу та людини, а також універсальні закони, що керують існуванням та розвитком.
- Глава 2. Гріхопадіння: Аналізує природу, мотиви та наслідки гріхопадіння перших людей.
- Глава 3. Есхатологія — останні дні історії людства: Дає визначення «останніх днів» не як кінця світу, а як перехідного періоду до нової епохи.
- Глава 4. Прихід Месії та мета його Другого пришестя: Розглядає місію Ісуса та причини, з яких вона не була завершена повністю, що зумовлює необхідність Другого пришестя.
- Глава 5. Воскресіння: Трактує воскресіння як процес духовного відродження та повернення до Бога.
- Глава 6. Призначення: Пояснює співвідношення Божої волі та людської відповідальності в передвизначенні.
- Глава 7. Христологія: Аналізує природу Ісуса та його стосунки з Богом і людством.

Частина друга — розглядає історію людства як процес відновлення:
- Вступ до історії провидіння відновлення.
- Глава 1. Епоха провидіння зі створення основи для відновлення: Аналізує історію від Адама до Авраама.
- Глава 2. Мойсей та Ісус у провидінні відновлення: Представляє життя Мойсея та Ісуса як моделі для майбутнього провидіння.
- Глава 3. Періоди в провіденційній історії: Виявляє часові паралелі в історії, що вказують на закономірність Божої роботи.
- Глава 4. Паралелі між епохою відновлення та епохою продовження відновлення: Порівнює історію Ізраїлю до Ісуса та історію християнства після Ісуса.
- Глава 5. Період приготування до Другого пришестя Месії: Аналізує історію від Реформації до сучасності.
- Глава 6. Друге пришестя: Пояснює, коли, де і яким чином має відбутися Друге пришестя Христа.

## Основні положення

#### Принцип творення
Згідно з «Викладом Принципу», Бог є Творцем, що володіє дуальними властивостями: внутрішньою природою (сонсан) та зовнішньою формою (хьонсан), а також чоловічим началом (ян) та жіночим началом (им). Увесь світ творіння є відображенням цих властивостей Бога.
Головна мета створення полягала в тому, щоб Бог міг відчувати радість від стосунків любові зі Своїми дітьми. Ця мета мала реалізуватися через виконання людьми Трьох Благословень (на основі Буття 1:28):
1. Досконалість особистості: Досягнення єдності душі й тіла з центром у Бозі.
2. Створення ідеальної сім'ї: Чоловік і жінка, досягнувши досконалості, створюють сім'ю, народжують і виховують безгрішних дітей, поширюючи ідеал на рівень роду, суспільства та світу.
3. Володарювання над світом творіння: Людина, як володар творіння, мала з любов'ю керувати світом природи.[5]

Фундаментальним законом, що забезпечує життя, розвиток і примноження, є дія віддавання та приймання між суб'єктом і об'єктом, що створює чотирьохпозиційну основу — модель ідеальних стосунків.

#### Гріхопадіння
Гріхопадіння трактується не як поїдання буквального плоду, а як незаконний акт любові, що стався через зловживання свободою. Згідно з «Викладом Принципу», Архангел Люцифер, заздрячи любові Бога до людей, спокусив Єву, вступивши з нею в передчасний духовний сексуальний зв'язок. Після цього Єва спокусила Адама, і вони вступили у фізичний зв'язок до того, як досягли духовної зрілості та отримали на це благословення Бога.
Наслідком цього стало те, що людство успадкувало гріховну природу, втратило родовід Бога і опинилося під владою сатани. Це поклало початок історії страждань як для людства, так і для Бога.

#### Провидіння відновлення
Вся історія людства розглядається як історія провидіння відновлення — процес, за допомогою якого Бог працює над тим, щоб повернути людство до початкового ідеалу. Цей процес вимагає від людей сплати умов спокути (відкуплення), щоб виправити помилки минулого і створити основу для приходу Месії. Ключові фігури в історії, такі як Авель, Ной, Авраам, Мойсей та Іван Хреститель, відігравали центральну роль у цьому провидінні.

#### Христологія та Друге пришестя
Ісус Христос прийшов як Месія і Другий Адам з місією повністю відновити людство. Його завданням було знайти наречену (Другу Єву) і, створивши Істинну Сім'ю, започаткувати новий, безгрішний родовід. Однак через невіру народу Ізраїля та, зокрема, Івана Хрестителя, Ісус не був прийнятий і був розіп'ятий.
Через розп'яття Ісус зміг дати людству лише духовне спасіння. Фізичне та повне спасіння, що включає створення Царства Божого на землі, було відкладене до Другого пришестя.
«Виклад Принципу» стверджує, що Христос Другого пришестя має народитися на землі як людина, подібно до Ісуса, і завершити його місію. На основі аналізу біблійних пророцтв та історичних паралелей книга робить висновок, що він має з'явитися в Кореї в першій половині XX століття.

## Відгуки
Книга викликала широкий спектр реакцій, від різкої критики до академічного інтересу.
- Доктор історичних наук, член-корреспондент АН СРСР Йосип Григулевич про книгу Муна відгукнувся наступним чином:[13]«Священна книга» Муна «Божі принципи» складається з набору пустих, безглуздих притч і повчань, які можуть викликати у нормальної людини тільки подив.

- Доктор філософський наук, старший науковий співробітник Інституту філософії РАН Є. Г. Балагушкин відзначав наступне:[14]Більшість нетрадиційних релігій формально аполітичні, за виключенням «Церкви уніфікації» Муна, котра відкрито проголошує свої ультраправі політичні ідеї та мілітаристські лозунги. Релігійний канон цієї секти — «Божий закон» — обґрунтовує її непримиренну ворожнечу до світового комуністичного руху, а есхатологічна концепція, що міститься в ньому,  викладається у формі апокаліптичних уявлень про неминучість третьої світової війни, яку повинні розв'язати проти країн соціалізму натхненні вченням Муна сили імперіалізму.

- Фредерік Зонтаг, професор філософії в коледжі Помона та служитель Об'єднаної Церкви Христа, який провів глибоке дослідження руху, включаючи особисті інтерв'ю з Мун Сон Мьоном, зазначав, що теологія Церкви об'єднання, викладена в «Принципі», «порушує деякі неймовірно цікаві питання». У своїй книзі «Мун Сон Мьон і Церква Об'єднання» він, не виступаючи апологетом, наголошував на важливості серйозного вивчення цих доктрин.

- Девід Бертон, дослідник, що пише для порталу Applied Unificationism, вказує на унікальний потенціал «Викладу Принципу» для гармонізації науки та релігії. Він стверджує: «Суть того, що робить „Божий Принцип“ новою істиною, здатною об'єднати науку і духовність, — це нова онтологія. Вона по-новому визначає для релігії, а не для науки, значення духу і матерії таким чином, що це узгоджується з науковим поясненням... Вона прагне спочатку змінити релігію, наше розуміння духу, а не безпосередньо науку».